# Gonatodes humeralis
Espèce
Synonymes
- Gymnodactylus humeralis Guichenot, 1855
- Gonatodes ferrugineus Cope, 1864
- Gymnodactylus incertus Peters, 1871
- Goniodactylus sulcatus O’Shaughnessy, 1876

Gonatodes humeralis est une espèce de geckos de la famille des Sphaerodactylidae.

## Répartition
Cette espèce se rencontre :
- sur l'île de Trinité ;
- dans le nord-est du Venezuela ;
- en Guyane ;
- au Guyana ;
- au Suriname ;
- au Brésil ;
- en Équateur ;
- au Pérou dans la région de Loreto ;
- en Bolivie dans les départements du Beni, de Pando et de Santa Cruz.

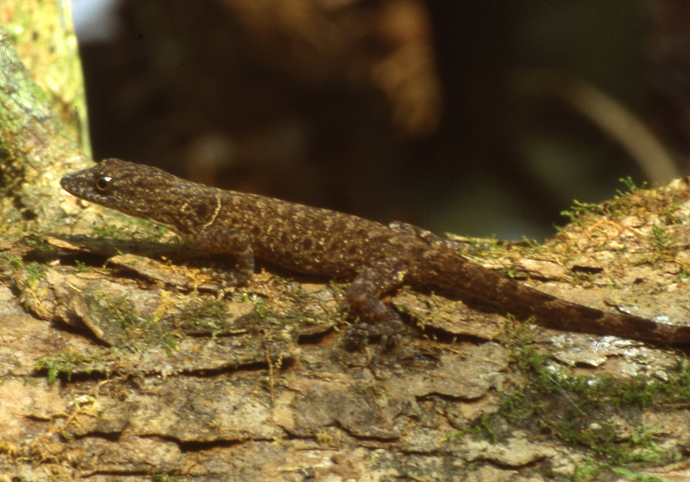

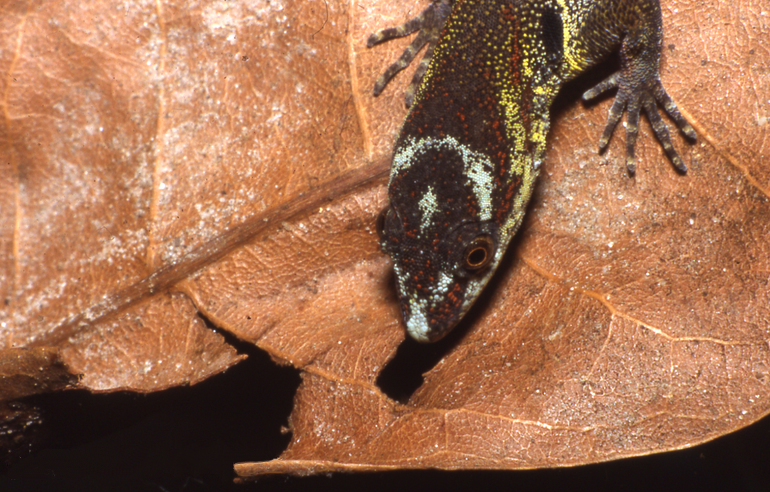

## Publication originale
- Guichenot, 1855 : « Animaux nouveaux ou rares recueillis pendant l’Expédition dans les parties centrales de l’Amérique du Sud, de Rio de Janeiro a Lima, et de Lima au Para ; exécutée par ordre du gouvernement français pendant les années 1843 a 1847, sous la direction du P. Bertrand » (texte intégral).